# 201023 Karlwhittenburg
201023 Karlwhittenburg este o planetă minoră (asteroid) din centura de asteroizi. A fost descoperită pe 8 februarie 2002 la Observatorul Național Kitt Peak de Marc Buie⁠(d). 
Obiectul prezintă o orbită caracterizată de o semiaxă mare de 2,5449193584326 UAi, o excentricitate de 0,21, o înclinație de 2,2 ° în raport cu ecliptica.